# Hécatée, roi des Sindi
Pour les articles homonymes, voir Hécatée.
Hécatée était le roi des Sindi, un peuple qui vit un peu au-dessus du Bosphore cimmérien, et le premier époux de Tirgatao. Début du IVe siècle av. J.-C.